# Hoorngeld
Hoorngeld is de benaming voor een oude belasting op het aantal hoornbeesten (vee met hoornen) dat iemand bezat.  De belasting kwam ook in andere landen voor.
Ook bestond vroeger de vergelijkbare term oorgeld, een belasting die op paarden werd geheven. 